# فرودگاه بیرچ‌وود
فرودگاه بیرچ‌وود (به انگلیسی: Birchwood Airport) یک فرودگاه همگانی پایگاه هوایی است که یک باند فرود آسفالت دارد و طول باند آن ۱۲۲۲ متر است. این فرودگاه در کشور ایالات متحده آمریکا قرار دارد و در ارتفاع ۲۵ متری از سطح دریا واقع شده‌است.